# Ваљијерано (Асти)
Ваљијерано је насеље у Италији у округу Асти, региону Пијемонт.
Према процени из 2011. у насељу је живело 105 становника. Насеље се налази на надморској висини од 191 м.